# Lü Bu

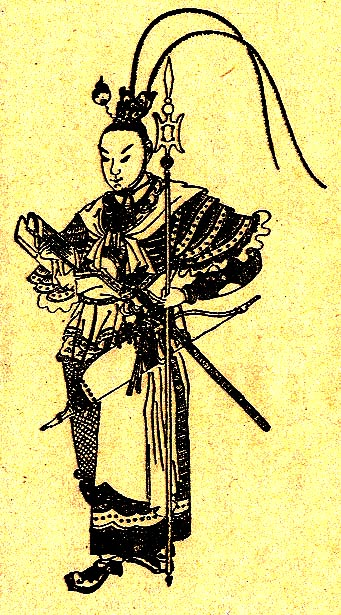
Darstellung Lü Bus aus der Zeit der Qing-Dynastie

Lǚ Bù (chinesisch 呂布 / 吕布, IPA (hochchinesisch) [ly214 b̥u51], W.-G. Lü Pu, Großjährigkeitsname – Zì, 字 – Fèngxiān 奉先, * um 155; † 7. November 198) war ein chinesischer General unter der späten Han-Dynastie. Lü Bu wurde auch unter dem Spitznamen der „fliegende General“ bekannt, was möglicherweise doppeldeutig gemeint war. Es weist zum einen darauf hin, dass Lü Bu mehreren Herren diente, zum anderen auf seine Treulosigkeit. Sowohl in historischen als auch fiktiven Quellen wird Lü als ausgezeichneter und mächtiger Krieger beschrieben, teilweise auch als tapferster Krieger Chinas. Doch wollten sich alle Dienstherren letztlich von Lü distanzieren, da sein Charakter neben Mut und Tapferkeit auch brutale, grausame Züge trug. Dazu kam, dass es Lü an Treue und Loyalität gegenüber seinen Dienstherren fehlte. Lü fiel allen Verbündeten völlig ohne Vorwarnung in den Rücken, verriet und ermordete diese sogar. Mit seinem wechselnden Charakter fand Lü Einzug in die chinesische Folklore. In der Moderne taucht Lü in verschiedenen Serien, Filmen und Videospielen auf, in denen er die Rolle des mächtigen Generals innehat und so auch beispielsweise in Warriors Orochi und der Serie Dynasty Warriors Unsterblichkeit gewann. Dabei finden sich starke Polarisierungen bei den Darstellungen Lü Bus; zum einen als Held, zum anderen als Betrüger.

## Leben
In den Chroniken der Drei Reiche wird Lü Bu als vorzüglicher Reiter und mächtiger Krieger dargestellt. Er diente ursprünglich dem Gouverneur Ding Yuan als Berater. Auf einer Gesandtschaft beim General und Kriegsherrn Dong Zhuo in Luoyang verriet Lü Bu seinen Dienstherrn und tötete ihn.
In den folgenden Jahren diente Lü Bu Dong Zhuo als Leibwächter und Kommandant. Dong Zhuo ernannte Lü Bu zu seinem Adoptivsohn, aber sein unausgeglichenes Naturell zerstörte die Beziehung der beiden. Schließlich verschworen sich Lü Bu und der Ratgeber Wang Yun gegen Dong Zhuo und töteten ihn im Jahr 192. Nach dem Umsturz herrschten Lü Bu und Wang Yun einige Wochen in Chang’an, ehe sie von Dong Zhuos General Li Jue überwältigt wurden. Wang Yun wurde getötet, Lü Bu floh nach Osten. Er schloss sich dem Kriegsherrn Yuan Shu an, wurde aber von ihm wegen seines rücksichtslosen Vorgehens in militärischen Operationen verstoßen.
Lü Bu zog weiter nach Henei zu Zhang Yang und schließlich zu Yuan Shao in der Ji-Provinz. In dessen Auftrag bekämpfte er im Jahr 193 die Banditen in den Schwarzen Bergen. Wegen seiner Brutalität wollte sich Yuan Shao seiner entledigen und sandte ihn nach Luoyang mit einer Eskorte, die Lü Bu töten sollte. Lü Bu entkam dem Anschlag und kehrte zu Zhang Yang zurück, der kurz darauf verstarb. Sein Nachfolger Zhang Miao nahm Lü Bu als Offizier auf.
Im Jahr 194 eroberte der Kriegsherr Cao Cao die Xun-Provinz, die zu Zhang Miaos Territorium benachbart war. Auf Anraten Chen Gongs betraute Zhang Miao Lü Bu mit dem Schutz der Yan-Provinz. Trotz anfänglicher Erfolge verlor Lü Bu ab 195 zusehends gegen Cao Cao, der immer mehr Städte in der Provinz unterwarf. Im Sommer des Jahres musste Lü Bu den Widerstand aufgeben und zu Liu Bei in die Xu-Provinz fliehen. Als dieser im Jahr 196 von Yuan Shu angegriffen wurde, verriet Lü Bu Liu Bei, besetzte sein Hauptlager und nahm seine Familie gefangen. Er ließ sich von Yuan Shu zum Inspekteur der Xu-Provinz ernennen und schloss ein Bündnis mit dem Kriegsherrn.
Im folgenden Jahr (197) griff Liu Bei mit Unterstützung von Cao Cao, der mittlerweile den Kaiserhof in Luoyang kontrollierte, Lü Bu in der Xu-Provinz an. Nach seiner Niederlage bot Lü Bu dem Kaiserhof und Cao Cao seine Unterwerfung an, aber Cao Cao nahm nicht an. Er schickte Liu Bei und Xiahou Dun gegen Lü Bu ins Feld; beide wurden jedoch im Herbst 197 geschlagen. Zu diesem Zeitpunkt übernahm Cao Cao selbst das Kommando. Er trieb Lü Bu in sein Hauptlager Xiapi zurück und nahm ihn dort gefangen. Ein letztes Unterwerfungsangebot Lü Bus schlug er aus und ließ ihn erdrosseln.